# Vila Velha
Vila Velha, amtlich portugiesisch Município de Vila Velha, ist eine Küstenstadt im brasilianischen Bundesstaat Espírito Santo. Die Bevölkerung wurde zum 1. Juli 2021 auf 508.655 Einwohner geschätzt, die Vila-Velhenser genannt werden und sich auf ein Gebiet von rund 210,2 km² verteilen. Sie ist seit 1995 Teil der Metropolregion Vitória.
Im Norden liegt – am anderen Ufer der Baía de Vitória und durch die Terceira Ponte verbunden – Vitória, im Westen Cariacica und Viana, im Süden Guarapari, und im Osten der Atlantische Ozean.

## Geschichte
Vila Velha (dt.: „Altes Dorf“) ist die älteste Stadt im brasilianischen Staat Espírito Santo (dt.: „Heiliger Geist“). Sie wurde am 23. Mai 1535 unter dem Namen “Vila do Espírito Santo” (dt.: „Villa des Heiligen Geistes“) vom Portugiesen Vasco Fernandes Coutinho gegründet, der dort seinen Stützpunkt errichtete. Dieser war bis 1549 Hauptstützpunkt der portugiesischen Marine, ehe man ihn nach Vitória (dt.: „Sieg“) verlegte.
Als bevölkerungsreichste Gemeinde beherbergt sie einen großen, für Brasilien wichtigen Industriehafen, sowie das größte kommerzielle Zentrum des Staates und besitzt eine 32 Kilometer lange Küste. Diese ist in verschiedene Strände gegliedert, welche touristische Sehenswürdigkeiten bieten.
Da sie die älteste Stadt ist, befinden sich hier viele Gebäude des 16. Jahrhunderts, wie z. B. das Convento da Penha (dt.: „Felsenkloster“) und die Rosáriokirche; aus dem 17. Jahrhundert die Forte de São Francisco Xavier (dt.: „Festung des heiligen Franz Xaver“) und aus dem 19. Jahrhundert der Farol de Santa Luzia (dt.: Leuchtturm der heiligen Lucia von Syrakus).

## Etymologie
Am Anfang der Kolonisierung von Espírito Santo entstand der Spitzname „canela-verde“ (dt.: grünes Schienbein). Der Sage nach gaben die dort heimischen Ureinwohner diesen Spitznamen den ersten Siedlern. Als diese aus ihren Booten ausstiegen, befleckten sie ihre Hosen und Knöchel mit grünen Wasseralgen, die zu der Zeit sehr zahlreich an der Küste vorkamen. Eine andere Geschichte besagt, dass der Spitzname von den langen und grünen Strümpfen kommt, die die Portugiesen zu der Zeit zu tragen pflegten.
Landesweit wird heutzutage der Name „Capixaba“ verwendet. Dieses Wort entstammt der Sprache der damaligen Ureinwohner und bezog sich auf ihre Maisfelder, die sich auf der Insel von Vitória befanden, bevor die Portugiesen eintrafen. Auch wird „Capixaba“ im Allgemeinen für alles verwendet, was sich auf den Staat Espírito Santo bezieht.

## Aufteilung
Die Gemeinde von Vila Velha wird aus 5 Bezirken gebildet: Centro (dt.: Stadtzentrum), Argolas (dt.: Manschettenknöpfe), Ibes (pt.: Instituto do Bem Estar Social; dt.: Institut für soziales Wohlbefinden), São Torquato (dt. Heiliger Torquatus) und Jucu (aus dem gleichnamigen Fluss „Jucu“, indigen für Zimtbaum).
Der bevölkerungsreichste Bezirk ist das Stadtzentrum, in welchem sich die bedeutendsten Stadtteile befinden: Centro Empresarial (dt. Geschäftszentrum), Centro Histórico da Prainha (dt. Altstadt), Praia da Costa (dt.: Küstenstrand) und Pólo Comercial da Glória (dt.: Handelspol).
Diese Aufteilung ist seit dem 1. Januar 1979 gültig, als Ibes und São Torquato nach Vila Velha eingemeindet wurden.

## Söhne und Töchter der Stadt
- Egmar Gonçalves (* 1970), brasilianisch-singapurischer Fußballspieler
- Sávio Bortolini Pimentel (* 1974), Fußballspieler
- Maxwell (* 1981), Fußballspieler
- Wescley Pina Gonçalves (* 1984), Fußballspieler
- Pâmella Oliveira (* 1987), Triathletin
- André Loyola Stein (* 1994), Beachvolleyballspieler
- Miguel Silveira (* 2003), Fußballspieler